# Palmeira
Palmeira là một đô thị thuộc bang Paraná, Brasil. Đô thị này có diện tích 1457,261 km², dân số năm 2007 là 32282 người, mật độ 22,1 người/km².